# Sahîfa Sajjâdiya
Le Sahîfa Sajjâdiya (arabe : الصحيفه السجاديه Les Cantiques de Sajjâd) écrit par Ali Zayn al-Abidin contient les prières et les supplications de l’Imam Sajjâd, le quatrième Imam chiite. Cet ouvrage est aussi appelé Zabour é Ahl al-Bayt.

## Contenu
Parmi les œuvres de Ali Zayn al-Abidin le livre Sahife Sajjâdieh qui consiste en cinquante sept prières se rapportant aux sciences divines, est connu comme le psautier de la famille du Prophète, Évangile de Ahl al-Bayt et Sœur du Coran qui indiquent clairement l'importance du livre pour l'islam chiite. Ali Zayn al-Abidin a utilisé les prières alors que la corruption politique, morale et sociale faisait rage. L’Imam Sajjâd a choisi ces prières pour exprimer ses idées et faire revenir la société vers la connaissance spirituelle et la prière. Ces prières en apparence, sont des textes de spiritualité et de dévotion mais les gens entre les lignes, pouvaient y repérer les idées politiques, théologiques et éthiques de l’Imam.

## Intitulés des prières
1. Louange à Dieu Tout-Puissant
2. Prière sur le Messager de Dieu(S)
3. Prière pour les Porteurs du Trône et autres
4. Prière sur les partisans et leurs sympathisants
5. Pour lui-même et les gens de son allégeance
6. Pour le matin et le soir
7. Face à une chose préoccupante, une adversité
8. Pour la protection contre les actes blâmables
9. Lors du désir ardent de demander le pardon
10. Lors de la demande de refuge
11. Pour d'heureux dénouements
12. Lors d'aveu et de la demande du repentir
13. Lors de la demande [la satisfaction] de besoins
14. En cas d'agression s'il voyait
15. cas de maladie, d'affliction ou de malheur
16. Pour se relever des péchés ou demander le pardon
17. Lors de la demande de protection contre le démon
18. Lorsqu'était repoussé ce qu'il craignait
19. Lors de la demande de la pluie après la sècheresse
20. Des actes nobles de la morale
21. Si une chose l'avait attristé ou réoccupé
22. En cas de difficulté, d'effort pénible
23. Lors de la demande la santé/salut
24. Pour ses deux parents(P)
25. Pour ses enfants(p)
26. Pour les voisins et les proches-amis
27. Pour les gens des frontières
28. Pour se réfugier auprès de Dieu Tout-Puissant
29. Si les moyens de subsistance venaient à manquer
30. Pour rembourser une dette
31. Lors de l'évocation et de la demande du repentir
32. Après la prière de la nuit, avouant ses péchés
33. À propos de la demande du meilleur choix
34. S'il a été mis à l'épreuve ou vu quelqu'un l'être
35. De la satisfaction à regarder les gens de ce monde
36. Lorsqu'H(P) regardait les nuages et les éclairs
37. Lors d'aveu d'insuffisance à remercier
38. De ses excuses pour des griefs commis
39. Pour demander le pardon et la miséricorde
40. A l'annonce du décès d'une personne
41. Pour la dissimulation et de la protection
42. Après avoir fini de lire le Coran
43. En regardant la nouvelle lune
44. Au commencement du mois de Ramadan
45. Lors des adieux au mois de Ramadan
46. Le jour de l'Aïd el-Fitr et le vendredi
47. Le jour d'Arafat
48. Le jour de [l'Aïd] al-Ad'hâ et le vendredi
49. Pour écarter les ruses des ennemis et leur vigueur
50. Proférée dans la crainte de Dieu.
51. En plaidant à propos de l'humiliation et de la soumission.
52. En Implorant Dieu.
53. En s'humiliant devant Dieu (qui est Puissant et Majestueux!)
54. Pour le soulagement contre toute inquiétude